# بوگور
بوگور شهری است در بخش غربی جزیره جاوه متعلق به کشور اندونزی.
جمعیت بوگور ۸۰۰٬۰۰۰ نفر است.
بوگور در دوره اشغال انگلیسی‌ها در زمان استمفورد رفلز (بنیادگذار شهر سنگاپور) پایتخت اندونزی بود و در زمان استعمار هلندی‌ها در فصل‌های کم‌باران به عنوان پایتخت استفاده می‌شد و هلندی‌ها آن را بایتِن‌زُرخ (Buitenzorg) می‌نامیدند که معنی آن می‌شود «بیرون از نگرانی» یعنی جایی که دیگر نباید نگرانش بود.